# Osteocephalus
Genre
Osteocephalus est un genre d'amphibiens de la famille des Hylidae.

## Répartition
Les 23 espèces de ce genre se rencontrent au nord de l'Amérique du Sud dans les bassins de l'Amazone, de l'Orénoque et de la Magdalena.

## Liste des espèces
Selon Amphibian Species of the World (9 juin 2017) :
- Osteocephalus alboguttatus (Boulenger, 1882)
- Osteocephalus buckleyi (Boulenger, 1882)
- Osteocephalus cabrerai (Cochran & Goin, 1970)
- Osteocephalus camufatus Jungfer, Verdade, Faivovich, & Rodrigues, 2016
- Osteocephalus cannatellai Ron, Venegas, Toral, Read, Ortiz, & Manzano, 2012
- Osteocephalus carri (Cochran & Goin, 1970)
- Osteocephalus castaneicola Moravec, Aparicio, Guerrero-Reinhard, Calderón, Jungfer, & Gvoždík, 2009
- Osteocephalus deridens Jungfer, Ron, Seipp, & Almendáriz, 2000
- Osteocephalus duellmani Jungfer, 2011
- Osteocephalus festae (Peracca, 1904)
- Osteocephalus fuscifacies Jungfer, Ron, Seipp, & Almendáriz, 2000
- Osteocephalus helenae (Ruthven, 1919)
- Osteocephalus heyeri Lynch, 2002
- Osteocephalus leoniae Jungfer & Lehr, 2001
- Osteocephalus leprieurii (Duméril & Bibron, 1841)
- Osteocephalus mimeticus (Melin, 1941)
- Osteocephalus mutabor Jungfer & Hödl, 2002
- Osteocephalus oophagus Jungfer & Schiesari, 1995
- Osteocephalus planiceps Cope, 1874
- Osteocephalus subtilis Martins & Cardoso, 1987
- Osteocephalus taurinus Steindachner, 1862
- Osteocephalus vasquezi (2023)
- Osteocephalus verruciger (Werner, 1901)
- Osteocephalus vilarsi (Melin, 1941)
- Osteocephalus yasuni Ron & Pramuk, 1999

## Publication originale
- Steindachner, 1862 : Über zwei noch unbeschriebene Batrachier aus den Sammlungen des K. K. Zoologischen Museum zu Wien. Archivio per la zoologia, l'anatomia e la fisiologia, vol. 2, p. 77-82 (texte intégral).